# Le Reniement de saint Pierre (Rembrandt)
Pour les articles homonymes, voir Le Reniement de saint Pierre.
Le Reniement de saint Pierre est une peinture à l'huile sur toile réalisée par Rembrandt datée de 1660 et conservée au Rijksmuseum Amsterdam.

## Description
L'œuvre (154 × 169 cm) est datée et signée « REMBRANDT 1660 ». Elle est conservée au Rijksmuseum Amsterdam depuis le 10 juillet 1933. Elle représente la scène du reniement de Pierre, épisode relaté dans le Nouveau Testament.
De la main gauche, l'apôtre Pierre esquisse un geste de dénégation pour répondre aux accusations de la servante du grand-prêtre Caïphe, placée à sa droite et tenant une bougie. Deux gardes en armure, dont l'un est assis, apparaissent sur la gauche du tableau. En arrière-plan, à droite, le Christ chargé de chaînes jette un regard par-dessus son épaule cependant qu'on l'emmène.

## Histoire du tableau
La toile est peut-être en possession du marchand d'art originaire d'Amsterdam, Marten Davidsz van Ceulen (1617-1687) : il est mentionné dans son inventaire après sa mort le 24 mars 1687. L'œuvre est ensuite mentionnée dans le livre Voyage pittoresque de Paris d'Antoine Joseph Dezallier d'Argenville comme étant dans la collection du Français Marc-René Le Voyer d'Argenson (1722-1782) à Paris. Il l'aurait vendu en 1759 ou 1760 à Claude-Alexandre de Villeneuve, comte de Vence (1702-1760). Après le décès de ce dernier, l'œuvre est vendue aux enchères pour 500 livres à un acheteur inconnu. En 1780, le tableau est mentionné dans le catalogue de la collection de Sylvain-Raphaël de Baudouin. Celui-ci le vendit entre 1781 et 1784 avec 118 autres peintures via Melchior Grimm à Catherine II de Russie. Jusqu'en 1933, il se trouvait dans le musée de l'Ermitage à Saint-Pétersbourg. Le 10 juillet 1933, le tableau est vendu secrètement par le gouvernement de l'Union soviétique par l'intermédiaire des marchands d'art Colnaghi, Knoedler et Matthiesen au Rijksmuseum Amsterdam.